# 垪和為昌
垪和 為昌（はが ためまさ、安政3年5月23日（1856年6月25日） - 大正3年（1914年）11月21日）は、明治・大正期の化学者。東京帝国大学教授。無機化学の分野でエドワード・ダイヴァースとともに亜硝酸塩と硫化水素からヒドロキシルアミンが得られるのを初めて確認するなどした。

## 略歴
父親は備中浅尾藩士として仕え、東京府勧業課に務めた垪和為継。自身も浅尾藩校で学んだ後、明治5年（1872年）、15歳で共立学校、開成学校、外国語学校などで語学を学ぶ。明治8年（1875年）、工学寮に入り、ダイヴァーズに実験無機化学を師事。明治14年（1881年）、工部大学校卒業、工学士となり工部省に出仕。明治19年（1886年）、ダイヴァーズと共に東京帝国大学理科大学助教授となり、無機化学を講義。明治27年（1894年）、理学博士となる。明治29年（1896年）より、フランス・ドイツ・イギリスに留学。明治31年（1898年）3月、帰国。明治32年（1899年）、ダイヴァーズ帰国により東京帝国大学理学部の無機化学教授に就任するも病気を患い、後任を柴田雄次に譲る。大正3年（1914年）、東京大学名誉教授。正四位勲三等。58歳。子弟に池田菊苗、柴田雄次、飯盛里安など。